# 15497 Lucca
15497 Lucca è un asteroide della fascia principale esterna. Scoperto nel 2001, presenta un'orbita caratterizzata da un semiasse maggiore pari a 3,139645 UA e da un'eccentricità di 0,107916, inclinata di 2,689513° rispetto all'eclittica. Ha un diametro di 7,424 km e un'albedo di 0,088.
Fa parte della famiglia di asteroidi Temi.
L'asteroide è dedicato all'omonima città italiana.